# Orpington
Orpington este o suburbie din cadrul regiunii Londra Mare, Anglia, situată în extremitatea sud-estică a aglomerației londoneze. Orpington aparține din punct de vedere administrativ de burgul londonez Bromley. 